# Daniel Miller
Daniel Miller, född 14 februari 1951 i London, är en brittisk musikproducent och grundare av skivbolaget Mute Records.